# O Clube do Imperador
O Clube do Imperador (The Emperor's Club) é um filme de 2002, do gênero drama, dirigido por Michael Hoffman.

## Sinopse
William Hundert (Kevin Kline) é um professor da St. Benedict's, uma escola preparatória para rapazes muito exclusiva que recebe como alunos a nata da sociedade americana. Lá Hundert dá lições de moral para serem aprendidas, através do estudo de filósofos gregos e romanos. Hundert está apaixonado por falar para os seus alunos que "o caráter de um homem é o seu destino" e se esforça para impressioná-los sobre a importância de uma atitude correta. Repentinamente algo perturba esta rotina com a chegada de Sedgewick Bell (Emile Hirsch), o filho de um influente senador. Sedgewick entra em choque com as posições de Hundert, que questiona a importância daquilo que é ensinado. Mas, apesar desta rebeldia, Hundert considera Sedgewick bem inteligente e acha que pode colocá-lo no caminho certo, chegando mesmo a colocá-lo na final do Senhor Julio Cesar, um concurso sobre Roma Antiga. Mas Sedgewick trai esta confiança fazendo cábulas.

## Elenco
- Kevin Kline .... William Hundert
- Emile Hirsch .... Sedgewick Bell
- Embeth Davidtz .... Elizabeth
- Rob Morrow .... James Ellerby
- Edward Herrmann .... Woodbridge
- Harris Yulin .... senador Bell
- Paul Dano .... Martin Blythe
- Rishi Mehta .... Deepak Mehta
- Jesse Eisenberg .... Louis Massoudi
- Gabriel Millman .... Robert Brewster
- Chris Morales .... Eugene Field
- Luca Bigini .... Copeland Gray
- Michael Coppola .... Russell Hall
- Joel Gretsch .... Sedgewick Bell mais velho
- Steven Culp .... Martin Blythe mais velho
- Rahul Kahanna .... Deepak Mehta mais velho
- Patrick Dempsey .... Louis Massoudi mais velho